# Arab
Arab è un comune degli Stati Uniti d'America situato nella Marshall dello Stato dell'Alabama. Parte del territorio comunale si trova nella contea di Cullman.